# Leonora Leitl
Leonora Leitl (* 1974 in Ried im Innkreis) ist eine österreichische Grafikerin, Illustratorin von Kinder- und Jugendbüchern und Autorin.

## Leben
Leonora Leitl absolvierte das College und die Meisterklasse für Grafik- und Kommunikationsdesign in Linz. Seit 2010 beschäftigt sie sich mit Kinderbuchillustration und dem Schreiben von Büchern. Sie lebt mit ihrer Familie in Gramastetten im Mühlviertel.

## Buchveröffentlichungen
- Mama & das schwarze Loch, Tyrolia Verlag Wien – Innsbruck 2015, ISBN 978-3702234362
- Ich habe keinen Fogel!, Text: Christian Futscher, Picus Verlag Wien 2015, ISBN 978-3854521792
- Willi Virus – Aus dem Leben eines Schnupfenvirus, Text: Heidi Trpak, Tyrolia Verlag Wien – Innsbruck 2015, ISBN 978-3702234867
- Miteinander können wir vieles: Geschichten zur Erstkommunion, Text: Birgit und Georg Bydlinski, Tyrolia Verlag Wien – Innsbruck 2016, ISBN 978-3702234904
- Auf meinem Rücken wächst ein Garten, Text: Birgit Unterholzner, Picus Verlag 2016, ISBN 978-3854521907
- Ein Brief für die Welt: Die Enzyklika Laudato si von Papst Franziskus für Kinder erklärt, Text: Hubert Gaisbauer, Tyrolia Verlag Wien – Innsbruck 2016, ISBN 978-3702235239
- Das Glück ist ein Vogel, Picus Verlag Wien 2017, ISBN 978-3854521969
- Das Sagenbuch zum Stephansdom, Text: Barbara Schinko, Tyrolia Verlag Wien – Innsbruck 2017, ISBN 978-3702236441
- Susi Schimmel – Vom Verfaulen und Vergammeln, Tyrolia Verlag Wien – Innsbruck 2018, ISBN 978-3702236656
- Königin für eine Nacht, Kunstanstifter Verlag, Mannheim 2019, ISBN 978-3-942795-73-9
- Einmal wirst du …, Tyrolia Verlag Wien 2019, ISBN 978-3-7022-3801-8
- Held Hermann, Tyrolia Verlag Wien 2020, ISBN 978-3-7022-3872-8
- Krissi Krampus, Kunstanstifter Verlag, Mannheim 2021, ISBN 978-3948743048
- Kaiserschmarrn – mein genialer Sommer mit Ziege, Kunstanstifter Verlag, Mannheim 2022, ISBN 978-3948743086
- Monsteraffen gibt es nicht! Tyrolia Verlag Wien, 2023, ISBN 978-3702241186
- Einkaufen macht Spaß! Tyrolia Verlag Wien, 2023, ISBN 978-3702241469
- Gute Frage, sagt die Buchstabensuppe, Tyrolia Verlag Wien, 2024, ISBN 978-3-7022-4228-2
- Wir sind ja nicht aus Zucker! Tyrolia Verlag, 2025, ISBN 978-3-7022-4310-4

## Auszeichnungen
- 2013: DIXI-Kinderliteratur-Preis 2013 für Illustration für Mama & das schwarze Loch
- 2014: Romulus-Candea-Preis der Kinderjury für Mama & das schwarze Loch
- 2016: Österreichischer Kinder- und Jugendbuchpreis für Willi Virus
- 2016: Buch des Monats (12/16) der Deutschen Akademie für Kinder- und Jugendliteratur mit Ein Brief für die Welt
- 2017: Ehrenliste Katholischer Kinder- und Jugendbuchpreis mit Ein Brief für die Welt
- 2018: Mira-Lobe-Stipendium
- 2018: EMYS-Sachbuchpreis im August 2018 für Susi Schimmel
- 2018: Kinder- und Jugendbuchpreis der Stadt Wien für Susi Schimmel
- 2020: Österreichischer Kinder- und Jugendbuchpreis für Einmal wirst du...
- 2020: Die Besten 7, Bücher für junge Leser, Deutschlandfunk, für Einmal wirst du...
- 2020: Outstanding Artist Award für Kinder- und Jugendliteratur[1]
- 2020: Kinder- und Jugendbuchpreis der Stadt Wien für Einmal wirst du …
- 2020: Die Besten 7, Bücher für junge Leser, Deutschlandfunk, für Held Hermann
- 2020: Buch des Monats Dezember der Deutschen Akademie für Jugendliteratur für Held Hermann
- 2021: Österreichischer Kinder- und Jugendbuchpreis, Kollektion für Held Hermann
- 2021: Ehrenliste Katholischer Kinder- und Jugendbuchpreis für Held Hermann
- 2021: Kinder- und Jugendbuchpreis der Stadt Wien für Held Hermann
- 2022: Buch des Monats Juni der Deutschen Akademie für Jugendliteratur für Kaiserschmarrn
- 2022: White Raven Award 2022 der Internationalen Jugendbibliothek für Kaiserschmarrn
- 2023: Österreichischer Kinder- und Jugendbuchpreis, Kollektion für Kaiserschmarrn
- 2024: Leserstimmen-Preis der jungen Leserinnen 2024, BVÖ für Kaiserschmarrn